# Garzúlio III Corcorúnio
Garzúlio III (em latim: Garzulius) ou Garzoil (em armênio/arménio: Գարջոյլ; romaniz.: Garjoyl) foi um nobre armênio (nacarar) do século VI da família Corcorúnio, ativo no reinado do xainxá Cosroes I (r. 531–579).

## Nome
Garzúlio (em latim: Garzulius) é a forma latinizada do armênio Garzoil (Գարջոյլ, Garjoyl), cuja origem é desconhecida. Nina Garsoïan propôs que o primeiro elemento de seu nome (gar-) esteja associado ao parta gar-, que derivou do avéstico gari-, "montanha".

## Vida
Garzúlio pertencia à família Corcorúnio e era, respectivamente, filho e irmão de Artaxer e Verive. Compareceu ao Segundo Concílio de Dúbio conveniado pelo católico Narses II em março de 555. Seu nome foi registrado acompanhado do título de malcaz, que era gentilício e hereditário entre os Corcorúnios, indicando que era líder (naapetes) de seu clã em sucessão a Artaxer.